# Wodoryjki
Wodoryjki (Nectogalini) – plemię ssaków z podrodziny ryjówek (Soricinae) w obrębie rodziny ryjówkowatych (Soricidae).

## Występowanie
Plemię obejmuje gatunki występujące w Eurazji.

## Systematyka
Do plemienia należą następujące występujące współcześnie rodzaje:
- Pseudosoriculus Abramov, Bannikova, Chernetskaya, Lebedev & Rozhnov, 2017 – jedynym przedstawicielem jest Pseudosoriculus fumidus (O. Thomas, 1913 – ryjóweczka okopcona
- Episoriculus Ellerman & Morrison-Scott, 1966 – ryjóweczka
- Chodsigoa Kastchenko, 1907 – chinosorek
- Soriculus Blyth, 1854 – ryjóweczek – jedynym żyjącym współcześnie przedstawicielem jest Soriculus nigrescens (J.E. Gray, 1842) – ryjóweczek himalajski
- Neomys Kaup, 1829 – rzęsorek
- Chimarrogale J. Anderson, 1877 – wodosorek
- Nectogale Milne-Edwards, 1870 – wodoryjek

Opisano również rodzaje wymarłe:
- Asoriculus Kretzoi, 1959[15]
- Neomysorex Rzebik-Kowalska, 1981[16] – jedynym przedstawicielem był Neomysorex alpinoides (Kowalski, 1956)
- Nesiotites Bate, 1945 – wysposorek